# Abrocoma vaccarum
Abrocoma vaccarum är en gnagare i familjen chinchillaråttor som först beskrevs av Thomas 1921. Den listades en längre tid som underart till Abrocoma cinerea men sedan 2002 godkänns den som art. Artepitet i det vetenskapliga namnet är bildat av det latinska ordet vacca (ko, nötkreatur). Det syftar på fyndplatsen på betesmark.
Med en kroppslängd (huvud och bål) av 165 till 191 mm, en svanslängd av 108 till 117 mm och 25 till 27 mm långa bakfötter är arten medelstor i släktet Abrocoma. Den har främst grå päls på ovansidan. På ryggens mitt och längre bak på bålen finns ibland en brun skugga. Undersidan är ljusare grå på grund av vita hårspetsar. Påfallande är vita fläckar på bröstet som täcker en körtel samt kring individernas könsorgan. Kännetecknande är de övre framtänderna som är inåt riktade mot munhålan.
Denna gnagare är bara känd från ett mindre område i Anderna i västra Argentina (provins Mendoza). Den hittades där vid 3000 meter över havet. Individer som hittades i andra argentinska provinser tillhör kanske denna art, men uppgiften saknar bekräftelse. Abrocoma vaccarum lever i ett landskap som liknar ekosystemet Puna med bergsängar och glest fördelade buskar.
Det är inga hot för beståndet kända men IUCN listar arten med kunskapsbrist (DD) på grund av att den är så sällsynt.